# Marco Grimaldi
Marco Grimaldi (Torino, 8 novembre 1980) è un politico italiano, dal 13 ottobre 2022 deputato alla Camera per Sinistra Italiana.

## Biografia
Nato l'8 novembre 1980 a Torino, figlio di militanti del Partito Comunista Italiano e cresciuto nel quartiere Vanchiglietta, si attiva in politica nel mondo della sinistra fin dai tempi del liceo, quando partecipò all’occupazione contro il primo governo Berlusconi, divenendo poi rappresentante degli studenti negli organi accademici dell'Università degli Studi di Torino.
Dal 2001 al 2004 è stato segretario provinciale torinese della Sinistra Giovanile, movimento giovanile dei Democratici di Sinistra (DS).
Nel 2005, sotto la giunta regionale del Piemonte presieduta dalla DS Mercedes Bresso, ha lavorato nell'ufficio di comunicazione dell’Assessorato regionale all'Innovazione e ricerca.
Alle elezioni amministrative del 2006 si candida al consiglio comunale di Torino, con la lista L'Ulivo (lista elettorale che univa principalmente i DS con La Margherita) venendo eletto consiglio comunale sotto la seconda amministrazione di Sergio Chiamparino. In questo periodo, oltre ad essere il più presente in consiglio comunale, scrivendo centinaia di emendamenti, mozioni, delibere e interpellanze passate in gran parte a larga maggioranza, s'impegna alla cultura giovanile e alla lotta alle nuove dipendenze: che portano alle mozioni sui trasporti notturni (diventati pochi anni dopo i primi Night Buster) e sulle stanze del consumo (bocciata dopo i tentennamenti dell’area cattolica del centro-sinistra).
Nel 2007, allo scioglimento dei Democratici di Sinistra per lasciare spazio al Partito Democratico (PD), non partecipa alla sua fondazione assieme ad altri esponenti, aderendo alla scissione di Sinistra Democratica di Fabio Mussi e Cesare Salvi, costituendo il relativo gruppo consiliare a Torino, che poi nel 2009 confluisce in Sinistra Ecologia e Libertà (SEL) di Nichi Vendola.
Alle elezioni amministrative del 2011 viene rieletto consigliere comunale, tra le liste di SEL con 1.878 preferenze, dove, sotto l'amministrazione di Piero Fassino, è presidente della Commissione consiliare Ambiente, proponendo provvedimenti sull’emergenza abitativa, l’uso temporaneo degli immobili, il fondo salva-sfratti, gli orti urbani e le coppie di fatto.
Alle elezioni regionali in Piemonte del 2014 si candida nel collegio regionale all'interno del listino del centro-sinistra, in rappresentanza di SEL, nella mozione dell'ex sindaco di Torino Chiamparino, venendo eletto in consiglio regionale del Piemonte, ricoprendo l'incarico di capogruppo di SEL nel gruppo consiliare regionale. 
Nel 2017, con lo scioglimento di SEL e la sua confluenza in Sinistra Italiana come partito, partecipa alla sua fondazione, venendo eletto all'unanimità come segretario regionale piemontese. In quota SI è candidato per Liberi e Uguali alle elezioni politiche del 2018, senza risultare eletto. 
Alle regionali piemontesi del 2019 viene confermato consigliere regionale, per la lista "Liberi Uguali Verdi" nel circoscrizione di Torino con più di 4.300 preferenze. Durante il suo mandato in Regione presenta leggi e atti sulla cannabis terapeutica, sul ripristino delle borse di studio universitarie a tutti gli idonei, sul reddito di autonomia, sulla giusta retribuzione negli appalti, sull'autorecupero degli immobili per l'edilizia popolare e sull’applicazione della legge 194.
Alle elezioni politiche anticipate del 2022 si candida alla Camera dei deputati, per la lista elettorale Alleanza Verdi e Sinistra (AVS) nel collegio plurinominale Piemonte 1 - 01, venendo eletto deputato; si dimette quindi da consigliere regionale. Nella XIX legislatura è componente della 5ª Commissione Bilancio, tesoro e programmazione, oltre a venire scelto come vice-capogruppo e delegato d'aula del gruppo parlamentare di AVS alla Camera.